# Тур Руанды
Тур Руанды (фр. Tour du Rwanda) — шоссейная многодневная велогонка, проходящая по территории Руанды с 1988 года.

## История
Гонка была создана в 1988 году после проведения нескольких местных региональных велогонок среди местных велолюбителей. До 2008 года она была субрегиональной и проводилась на любительском уровне в рамках национального календаря с участием гонщиков из соседних стран, таких как Бурунди, ДР Конго, Кения, Танзания и Уганда. С 1991 по 2000 год не проводилась.
В 2006 году победителем впервые стал иностранный гонщик — кениец Питер Камау.
В 2009 году, благодаря опыту местных чиновников и организаторам международных соревнований по велоспорту, вошла в календарь Африканского тура UCI. Сначала с категорией 2.2, а с 2019 года получила категорию 2.1.
В 2024 гонку два этапа гонки стали репетицией чемпионате мира 2025, который пройдёт в Руанде. Первый в формате командной гонки был основой для индивидуальной гонки, а последний для групповой гонки.
Маршрут гонки состоит или из восьми этапов один из которых обычно проводится в формате индивидуальной гонки или из пролога и семи этапов. Особенностью заключительного этапа является несколько восхождений на Мюр де Кигали фр. Mur de Kigali — короткий и крутой мощённый подъём (400 м со средним градиентом 10,8%). Стартует гонка за редким исключением и финиширует всегда в столице страны — Кигали. Общая протяжённость дистанции составляет от 800 до 950 км.
Изначально проводилась в августе. С 2009 года стала проводиться в конце ноября, а с 2019 года время проведение гонки переместилось на конец февраля
Рекордсменом на конец 2024 года является руандиец Абрахам Рухумуриза, одержавший пять побед, из них четыре подряд.
Организатором выступает Федерация велоспорта Руанды (FERWACY).

## Призёры
| Год  | Победитель               | Второй               | Третий                     |
| ---- | ------------------------ | -------------------- | -------------------------- |
| 1988 | Селестин Н'денгейингома  |                      |                            |
| 1989 | Омар Масумбуко           |                      | Пьер Букуру                |
| 1990 | Фостин М'Парабаньи       |                      |                            |
| 2001 | Бернард Н'Сенгиюмва      |                      |                            |
| 2002 | Абрахам Рухумуриза       |                      |                            |
| 2003 | Абрахам Рухумуриза       |                      |                            |
| 2004 | Абрахам Рухумуриза       |                      |                            |
| 2005 | Абрахам Рухумуриза       |                      |                            |
| 2006 | Питер Камау              | Киман Дэвидсон       |                            |
| 2007 | Абрахам Рухумуриза       | Няндви Увасе         | Натан Бьюкусенге           |
| 2008 | Адриен Нионшути          | Натан Бьюкусенге     | Годфри Гахемба             |
| 2009 | Адиль Джеллоуль          | Абдельлатиф Саадоуне | Адриен Нионшути            |
| 2010 | Даниэль Теклехайманот    | Натнаэль Беране      | Рейнардт Янсе ван Ренсбург |
| 2011 | Кил Райнен               | Джои Росскопф        | Дилан Гирдлстон            |
| 2012 | Даррен Лилл              | Дилан Гирдлстон      | Джон Ньороге               |
| 2013 | Дилан Гирдлстон          | Луис Мейнтджес       | Меткель Эйоб               |
| 2014 | Валенс Ндайсенга         | Жан Боско Нсенгимана | Арон Дебрецион             |
| 2015 | Жан Боско Нсенгимана     | Джозеф Ареруя        | Камера Хакузимана          |
| 2016 | Валенс Ндайсенга         | Меткель Эйоб         | Тесфом Окюбамариам         |
| 2017 | Джозеф Ареруя            | Меткель Эйоб         | Сулейман Канганги          |
| 2018 | Самуэль Мугиша           | Жан-Клод Увизейе     | Мулу Хайлемайкл            |
| 2019 | Мерхави Кудус            | Рейн Таарамяэ        | Маттео Бадилатти           |
| 2020 | Натнаэль Тесфацион       | Моис Мугиша          | Патрик Шеллинг             |
| 2021 | Кристиан Родригес Мартин | Джеймс Пикколи       | Алекс Хоэн                 |
| 2022 | Натнаэль Тесфацион       | Анатолий Будяк       | Джесси Эварт               |
| 2023 | Хенок Мулубрхан          | Вальтер Кальцони     | Уильям Джуниор Лесерф      |
| 2024 | Джозеф Блэкмор           | Ильхан Достиев       | Джонатан Рестрепо          |
| 2025 | Фабьен Дубе              | Хенок Мулубрхан      | Oliver Mattheis            |